# ビハール・アル＝アンワル
ビハール・アル＝アンワル（Bihar al-Anwar、アラビア語: بحار الأنوار、「光の海」の意）は、アル＝アラーマ・アル＝マジュリスィーの名で知られるムハンマド・バキール・マジュリスィーが編集した、広範囲にわたる伝承（ハディース）の集成である。
ビハール・アル＝アンワルは110巻から成り、マジュリスィーは彼が見つけ得る知識の全てをのちの世代のために集め、書き留めた。その集成は一つの集成書としてはハディースの中で最も包括的である。著者はスンニ派とシーア派双方の資料を用い、ムハンマドに関連付けられた叙述と一緒に、ムハンマドの娘ファーティマやシーア派のイマームたちの言葉を集めた。この集成にはさらに彼による、これらの叙述についてのよく調査された注釈も含まれている。

## 批判
エジプトの国会議員ムハンマド・アリ・イブラヒムがビハール・アル＝アンワルを引用したところによれば、そこにはエジプトを貶める記述がある。彼は他のハディース集からムハンマドがエジプトを尊んだ発言を引用しつつ、本書がハディースを偽造したものであるとして批判している。

## 参照
1. ↑  緊急報告シリーズ No.2131（中東報道研究機関サイト内）